# Ruth Strauss
Ruth Strauss (* 14. März 1963 in Southend-on-Sea) ist eine ehemalige englische Squashspielerin.

## Karriere
Ruth Strauss war in den 1970er- und 1980er-Jahren als Squashspielerin aktiv und erreichte in der Weltrangliste im Mai 1986 mit Rang 19 ihre höchste Platzierung. Auf nationaler Ebene gewann sie mehrfach den Landesmeistertitel bei den Juniorinnen. Mit der englischen Nationalmannschaft nahm sie 1983 an der Weltmeisterschaft teil und wurde mit ihr Vizeweltmeisterin hinter Australien. Im Finale blieb sie ohne Einsatz. Im selben Jahr verteidigte sie mit der englischen Mannschaft den Titel bei der Europameisterschaft, den sie erstmals bereits 1982 gewonnen hatte. Zwischen 1979 und 1989 stand sie viermal im Hauptfeld der Weltmeisterschaft im Einzel. Dabei erreichte sie 1981 und 1983 jeweils mit dem Achtelfinale ihr bestes Resultat.

## Erfolge
- Vizeweltmeister mit der Mannschaft: 1983
- Europameister mit der Mannschaft: 1982, 1983